# Cloud Chamber
Cloud Chamber — американский разработчик видеоигр, базирующийся в Новато, Калифорния (США) и в Монреале, Квебек (Канада). Была основана 9 декабря 2019 года в качестве внутренней студии 2K. В данный момент студия разрабатывает следующую игру в серии BioShock.

## История
9 декабря 2019 года издатель 2K объявил о создании новой студии в Новато, штат Калифорния, и в Монреале, Квебек, во главе с Келли Гилмор, бывшим исполнительным продюсером Firaxis Games. В планах Cloud Chamber разработка новой игры в серии BioShock. В студии работают несколько разработчиков первой игры серии, в том числе Хоги де ла Планте, Скотт Синклер и Джонатан Пеллинг. Келли также сообщила, что целью их студии является «создание еще не обнаруженных миров — и их внутренних историй — расширяющих границы возможного в среде видеоигр».

## Игры студии
| Год | Название                    | Платформа(-ы) | Издатель |
| --- | --------------------------- | ------------- | -------- |
| TBA | Новая игра в серии BioShock | TBA           | 2K       |